# 气溶胶

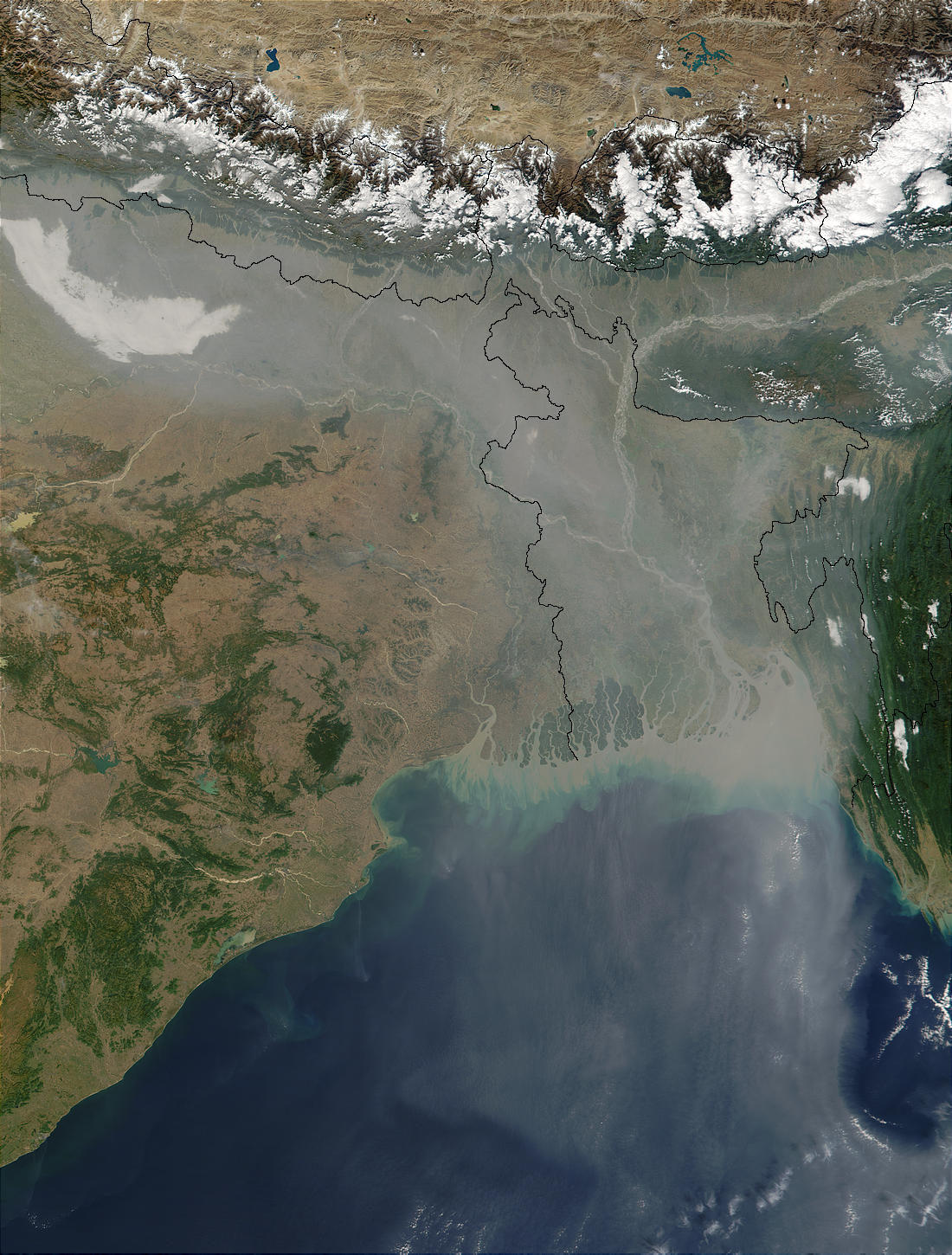
氣膠污染遍及北印度與孟加拉。圖片來源：美國太空總署NASA。

氣懸膠體（aerosol；又称 氣溶膠、氣膠、煙霧質），是指固体或液体微粒稳定地悬浮于气体介质中時形成的分散体系，其中顆粒物質則被稱作懸浮粒子，其粒徑大小多在0.01-10微米之間，根據其生成原因可分為自然源及人為源兩種。氣懸膠體會吸收或散射大氣輻射減少到達地表之輻射量，另外也會成為凝結核而影響雲的性質，進而改變地球的氣候。

## 气溶胶的种类

### 自然源
- 天然气溶胶：云、雾、霭、海盐、火山灰、灰尘等。
- 生物气溶胶：微粒中含有微生物或生物大分子等生物物质的称为生物氣膠（英语：Bioaerosol），其中含有微生物的称为微生物氣膠。

### 人為源
人為排放之气溶胶與空氣污染相關，常見成份有硫酸鹽、黑碳、煙等。

## 气溶胶的观测
氣膠會吸收或散射特定波長之太陽光，尤其是550nm左右波長之可見光。透過地面觀測與太陽常數之比較，可以求得氣膠光學厚度作為衡量總大氣柱內氣膠濃度之高低。由比爾-朗伯定律：

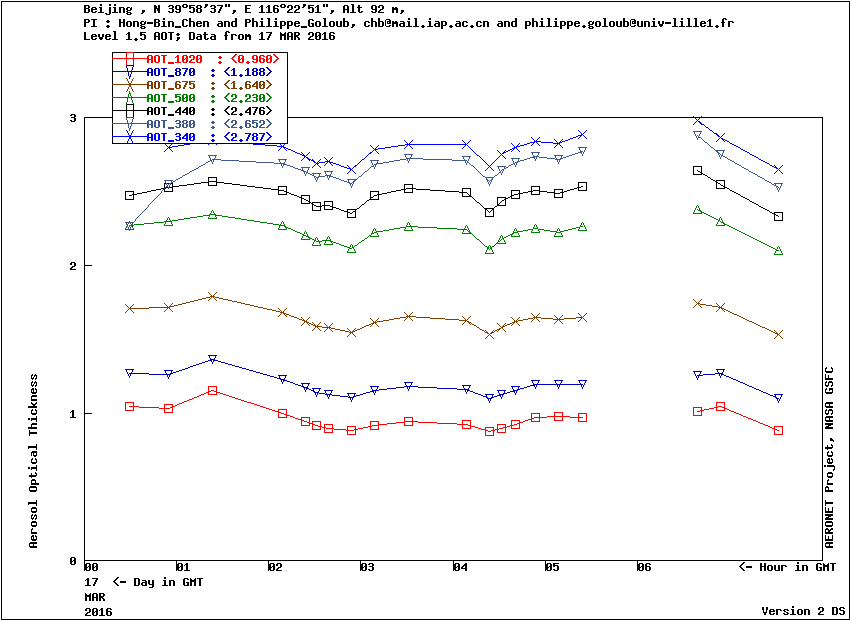

{\displaystyle I=I_{0}\,\exp ^{-m\,\tau _{a}}}
可得
{\displaystyle \tau _{a}={\frac {\ln I-\ln I_{0}}{m}}}
其中：
- {\displaystyle I_{0}} 為太陽常數。
- {\displaystyle I} 為地面或衛星觀測半徑。
- {\displaystyle \tau _{a}} 為氣膠光學厚度。

目前常見的氣膠觀測儀器如下：

### 太陽光度計
美國太空總署戈達德太空飛行中心的Aeronet （页面存档备份，存于）。

### 短波旋轉輻射儀
旋轉輻射儀（MultiFilter Rotating Shadowband Radiometer，MFRSR）為美國國家海洋暨大氣總署全球監測部（Global Monitoring Division，GMD）下設立的儀器之一。透過觀測不同波段的地面全天及散射輻射通量，可以反演出大氣的氣膠光學厚度。

## 气溶胶对环境的影响

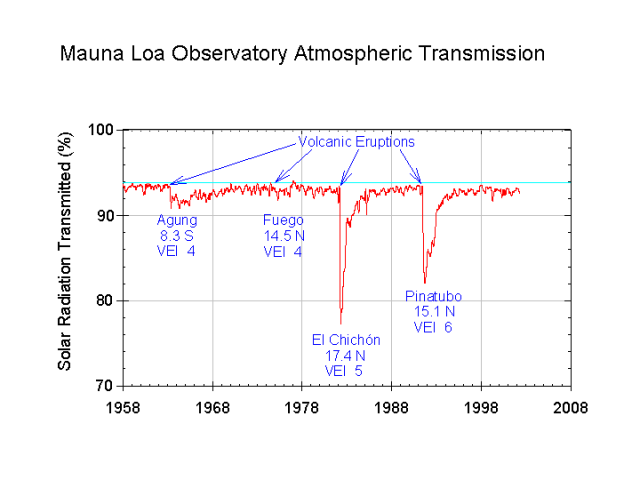
火山爆發使太陽輻射降低

### 氯氟烃（CFCs）对臭氧的影响
臭氧天然存在于地球的高层大气中，形成一个气层，可防止一部分紫外辐射照射到地球上。如果这个大气臭氧层变得更稀薄，则会有更多的紫外线到达地球，可能损害作物，恐怕还可能导致人类的皮膚癌发生率增加。
20世纪70年代，美国科学家断定，臭氧的浓度正在缓慢降低。来自气溶胶及其他来源的氯氟烃（CFCs）正在上升到高层大气，在那里被紫外线分解。这种作用释放出氯原子，后者与臭氧形成新的化合物。理论上，大气臭氧在此过程中逐渐减少。
这种研究结果引起广泛的注意，1978年美国政府在大部分产品中禁用CFC气溶胶。两年后，美国声明，它打算首先制止所有产品中CFC产量的增长，然后急速削减生产。气溶胶工业辩驳这种行动，宣称臭氧耗竭论有问题。他们还坚持，美国的行动没有国际合作，损害了美国工业而不解决任何问题。到了1981年底，只有加拿大、瑞典和挪威与美国一起禁止CFC气溶胶。欧洲共同市场各国已贯彻缩减使用碳氟化合物喷射剂。

### 烟雾对大气影响
烟雾可危害多种物质，包括动植物。化学方法产生的一团烟雾可刺痛眼睛并使呼吸困难。如果烟雾产生于大量烧煤和工业排放气体废物的地区，则这种有害气体通常含有二氧化硫和氮的各种氧化物。汽车排气含有燃料的未完全燃烧部分。
有害物质可传播很远。例如，二氧化硫可与大气水分化合而生成硫酸。然而风可将含酸的云吹走许多千米，然后才以污染性酸雨的形式释放出它的水分。
在阳光强烈和风力轻微的地方，所产生的烟雾危害最大。在这种情况下，大气逆温常在一个地区的上空保持一团静止的空气。在逆温中，重空气位于较轻空气的上面并压住它。阳光使一些汽车排出的烟气变为臭氧。停滞空气中的臭氧增多，可导致很多危害。烟雾的有害作用已成为制定防止污染的法律中的主要因素。

## 气溶胶产品
在气溶胶产品中，将待喷施的产品用一种称为喷射剂的气体保持着压力。待阀门打开，该气体即将该产品以喷雾或泡沫的形式喷出。
在气溶胶商品中，将气体加压贮存于罐中。该罐封闭后气体充满该产品上面的空间，使用产品时气体即膨胀。随着产品的消耗、压力不断降低。这种类型的气溶胶用于释放大滴的喷雾，如用于洗衣的预去污机、表面杀虫剂和发动机起动器中。欲得均匀的压力，须将产品与喷射剂相混合，后者可以是一种液体，当使用产品时它急速 蒸发到剩余空间中。如果将一种适当的气体在足够的压力下溶解在产品中，也可获得同样的效果。必须蒸发该气体以保持压力。
采用喷射剂的类型取决于产品的最终用途。食品的常用喷射剂必须无味、无毒。如二氧化碳、氮和氧化亚氮。非食品气溶胶的最常用喷射剂是烃类，通常是丙烷、异丁烷和正丁烷的混合物。合成化合物中的氯氟碳化合物（CFC）类成员也已广泛应用。但它们可危害环境。

## 延伸閲讀
- Friedlander, Sheldon K.  2e. 2000. ISBN 978-0-19-512999-1.
- Kulkarni, Pramod; Baron, Paul A.; Willeke, Klaus, Aerosol Measurement - Principles, Techniques, and Applications, （页面存档备份，存于） 2011, John W&S, ISBN 978-0-470-38741-2.
- Preining, Othmar and E. James Davis (eds.), History of Aerosol Science, Österreichische Akademie der Wissenschaften, ISBN 3-7001-2915-7 (pbk.)
- Aerosol Education Resources
- Pruppacher, H. R.; J. D. Klett.  2nd. Springer. 1996-12-31. ISBN 978-0-7923-4409-4.
- Seinfeld, John; Spyros Pandis.  2nd. Hoboken, New Jersey: John Wiley & Sons, Inc. 1998. ISBN 978-0-471-17816-3.

## 参看
- 氟氯烃
- 悬浮粒子
- 大气污染

## 外部連結
- 台灣氣膠研究學會 （页面存档备份，存于）
- International Aerosol Research Assembly （页面存档备份，存于）
- American Association for Aerosol Research （页面存档备份，存于）
- NIOSH Manual of Analytical Methods (see chapters on aerosol sampling) （页面存档备份，存于）